# Шарлотт Льюїс (баскетболістка)
Шарлотт Льюїс (англ. Charlotte Lewis, 10 вересня 1955 — 17 вересня 2007) — американська баскетболістка.
Срібна призерка Олімпійських Ігор 1976 року.
Переможниця Панамериканських ігор 1975 року.